# UFC on Fox: Jacaré vs. Brunson 2
UFC on Fox: Jacaré vs. Brunson 2 fue un evento de artes marciales mixtas organizado por Ultimate Fighting Championship que se llevó a cabo el 27 de enero de 2018 en el Spectrum Center en Charlotte, Carolina del Norte.

## Historia
Se espera que el evento estelar sea un combate de revancha de peso mediano entre Ronaldo Souza y Derek Brunson. El primer combate tuvo lugar en agosto de 2012 en Strikeforce, con Souza ganando el combate por KO en la primera ronda.
El evento coestelar se espera que sea un combate de peso pluma entre Dennis Bermudez y Andre Fili.
Se esperaba que Ilir Latifi enfrentara al exretador del Campeonato Interino de Peso Semipesado Ovince Saint Preux en el evento. Sin embargo, el 16 de enero, Latifi se retiró debido a una lesión y la pelea fue eliminada. El combate se reprogramó para UFC on Fox 28.

## Premios extra
Cada peleador recibirá un bono de $50,000.
- Pelea de la Noche: Drew Dober vs. Frank Camacho
- Actuación de la Noche: Ronaldo Souza y Mirsad Bektić